# Joseph Martin Kraus
Joseph Martin Kraus, (tudi švedski Mozart); nemški skladatelj, * 20. junij 1756, Miltenberg, † 15. december 1792, Stockholm.

Kraus je bil klasicistični skladatelj, vodja dvorne kapele švedskega kralja Gustava III. in ravnatelj Kraljeve švedske glasbene akademije.
Izobraževati se je začel v kraju Buchen am Odenwald, kasneje je obiskoval jezuitsko gimnazijo in glasbeni seminar v Mannheimu. Nadaljeval je s študijem prava v Mainzu, Erfurtu in Göttingenu. Leta 1778 se je preselil v Stockholm, kjer je ostal do konca življenja. Komponiral je opere, simfonije in priložnostno glasbo.